# COinS

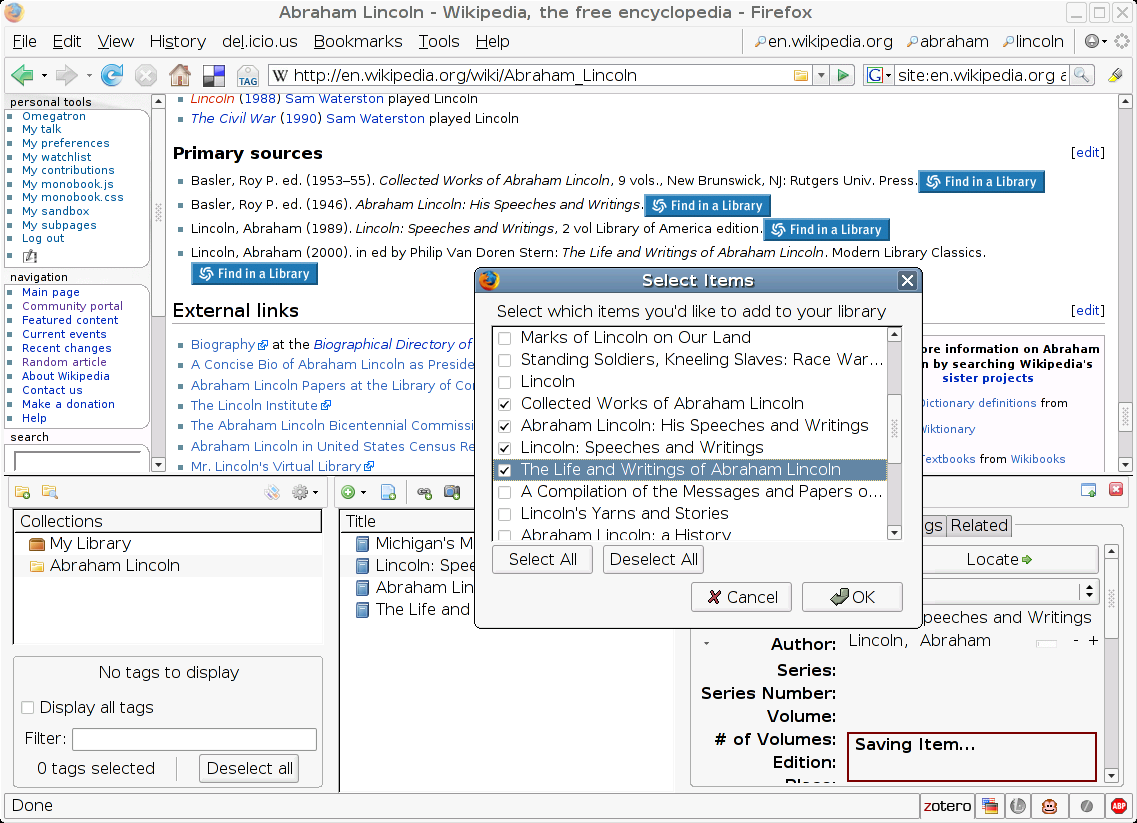
Příklad využití: Program Zotero detekoval bibliografické odkazy ve formátu COinS vložené do článku na Wikipedii

COinS (plným názvem ContextObjects in Spans) je způsob vkládání bibliografických odkazů do HTML kódu webových stránek. Vkládání strojově čitelných metadat umožňuje například snadné vyhledání dostupných kopií knihy v místní knihovně apod. Formát COinS je založen na standardu OpenURL.

## Formát
COinS využívá formát definovaný ve standardu OpenURL. Tzv. ContextObject (ve formátu zvaném „KEV“) je textový řetězec ve tvaru fragmentu URL. Tento řetězec je v COinS vložen do atributu title v HTML prvku <span>, který má atribut class nastaven na Z3988 (podle označení normy OpenURL – „Z39.88-2004“), ale jinak je bez obsahu, takže se uživateli v běžném HTML prohlížeči COinS záznam vůbec nijak neprojeví, specializované nástroje jej však mohou rozpoznat a využít (např. se může na místě COinS odkazu zobrazit ikonka umožňující další práci s citací).

### Příklad
Část HTML kódu
```
<span class="Z3988" title="ctx_ver=Z39.88-2004
&
rft_val_fmt=info%3Aofi%2Ffmt%3Akev%3Amtx%3Ajournal
&
rft.issn=1045-4438"></span>
```

popisuje odkaz na časopis s ISSN 1045-4438.